# علی‌آباد (نجف‌آباد)
 علی‌آباد (نجف‌آباد)، روستایی از توابع بخش مهردشت شهرستان نجف‌آباد در استان اصفهان ایران است.

## جمعیت
این روستا در دهستان حسین‌آباد قرار دارد و براساس سرشماری مرکز آمار ایران در سال ۱۳۹۸، جمعیت آن ۱۶۶۳ نفر(423خانوار) بوده‌است.